# Richard Tucker (śpiewak)
Richard Tucker, właśc. Reuben Ticker (ur. 28 sierpnia 1913 w Nowym Jorku, zm. 8 stycznia 1975 w Kalamazoo) – amerykański śpiewak operowy, tenor.

## Życiorys
Urodził się na Brooklynie w rodzinie żydowskiej. Jako dziecko śpiewał w chórze nowojorskiej synagogi. Śpiewu uczył się u Paula Althouse’a. Początkowo występował w radiu. Zadebiutował jako śpiewak operowy w 1943 roku rolą Alfreda w Traviacie Giuseppe Verdiego z zespołem Salmaggi Opera. W 1945 roku wystąpił po raz pierwszy na deskach Metropolitan Opera, kreując rolę Enza w Giocondzie. Z Metropolitan Opera pozostał związany do końca życia, specjalizując się w partiach lirycznych i bohaterskich we włoskim repertuarze operowym.
W 1947 roku po raz pierwszy wystąpił w Europie, kreując rolę Enza w Giocondzie na scenie amfiteatru w Weronie w przedstawieniu, w którym debiutowała po raz pierwszy we Włoszech Maria Callas. W 1949 roku na zaproszenie Arturo Toscaniniego kreował partię Radamesa w radiowej wersji Aidy dla rozgłośni NBC. W późniejszych latach wystąpił w Covent Garden Theatre w Londynie (1958) i mediolańskiej La Scali (1969). Zmarł nagle na atak serca w hotelu w Kalamazoo.
Był szwagrem Jana Peerce’a.